# Ловренц на Похорју
Ловренц на Похорју (словен. Lovrenc na Pohorju) је градић и управно средиште истоимене општине Ловренц на Похорју, која припада Подравској регији у Републици Словенији.
По попису становништва из 2011. године, насеље Ловренц на Похорју имало је 1.977 становника.